# Weston-super-Mare
Weston-super-Mare – miasto w Wielkiej Brytanii, w południowo-zachodniej Anglii, w hrabstwie Somerset, nad Kanałem Bristolskim; 96900 mieszkańców; nadmorska miejscowość wypoczynkowa, stolica odrębnego regionu administracyjnego North Somerset.
W mieście rozwinął się przemysł lotniczy, farmaceutyczny, obuwniczy, precyzyjny.

## Osoby związane z miastem
- Ritchie Blackmore – gitarzysta zespołu Deep Purple
- Roald Dahl – pisarz brytyjski, autor m.in. Wielkomiluda
- Jeffrey Archer – pisarz brytyjski, autor m.in. „Co do grosza”, „Kane i Abel”
- John Cleese – aktor, członek Latającego Cyrku Monty Pythona
- John Polkinghorne – brytyjski fizyk i teolog
- Jamie Paul Scanlon (JPS) – brytyjski artysta street art.

## Miasto partnerskie
- Hildesheim